# Ruch Izbica
Ruch Izbica – Gminny Klub Sportowy Ruch Izbica – klub sportowy z Izbicy, założony w 1928 roku, początkowo jako Robotniczy Klub Sportowy (RKS Ruch Izbica).
Od sezonu 1963/64 do 1965/66 występował w lubelskiej III lidze, zaś najlepszy wynik osiągnął w sezonie 1964/65 zajmując 9. miejsce.

## Sezony w III lidze
| Sezon   | Liga                   | Poziom | Miejsce | Punkty |
| 1963/64 | lubelska liga okręgowa | III    | 10      | 15     |
| 1964/65 | lubelska liga okręgowa | III    | 9       | 16     |
| 1965/66 | lubelska liga okręgowa | III    | 11      | 10     |